# Eriborus tutuilensis
Eriborus tutuilensis är en stekelart som först beskrevs av David Timmins Fullaway 1940. 
Eriborus tutuilensis ingår i släktet Eriborus och familjen brokparasitsteklar. Inga underarter finns listade i Catalogue of Life.